# Volute
Volute (lateinisch volutum ‚gerollt, das Gerollte‘) ist ein aus dem Französischen abgeleiteter Ausdruck für eine Schneckenform (Spirale) in der künstlerischen Ornamentik, besonders in der Architektur.

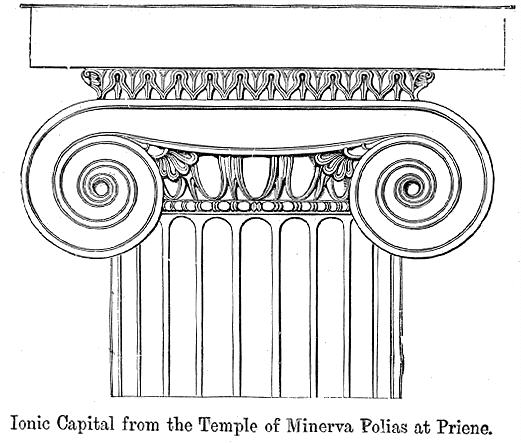
Ionisches Kapitell mit zwei Voluten

## Vorkommen und Konstruktion
Voluten finden sich in der Baukunst an Konsolen, Giebeln und Kapitellen. Die Form ist in der antiken Baukunst für das ionische und äolische Kapitell sowie für das Kompositkapitell charakteristisch. Der innere, sich schneckenhausartig einrollende Volutengang, der sogenannte Kanalis, kann hierbei tief gekehlt, flach gebildet oder gar mit einem Rundstab gefüllt und von schmalen Stegen begleitet sein. Das Zentrum der Voluteneinrollung wird als Volutenauge bezeichnet. Bereits früher erscheinen Voluten an Kapitellen der ägyptischen Architektur, wo sie aus der Naturform des offenen Lotosblütenkelches abgeleitet sind. Im Bereich der antiken attischen Keramik treten Voluten oft auch als Henkelform auf. Besonders beim Krater kommt sie häufig vor (Volutenkrater).
Für die Fassadengestaltung basilikaler Kirchenbauten seit der Renaissance spielt die Volute eine große Rolle. Der durch den basilikalen Aufbau des Gebäudes entstehende Winkel zwischen dem breiten unteren Fassadenstück und dem schmaleren Obergaden wird oft durch eine große Volute verkleidet. Als Volute bezeichnet man hier die S-förmig gebogene Form mitsamt den beiden eingerollten Enden, den eigentlichen Voluten. Erstmals führte Leon Battista Alberti dieses Schema bei der Fassade der Kirche Santa Maria Novella in Florenz ein und schuf damit den Standardtypus der Kirchenfassade in der Renaissancearchitektur.
In der Spätrenaissance gehört die Volute zu den Grundelementen der Architekturornamentik des Rollwerks und Schweifwerks. In der Baukunst des Barocks wurden Voluten in vielfältiger Weise als schmückende Elemente verwendet.
Darüber hinaus finden die Volute und aus ihr abgeleitete ähnliche Motive in der Ornamentik zahlreicher Kulturen reiche Verwendung, z. B. in der Volutenranke.
Der Wissenschaftler Nicolaus Goldmann (1611–1665) hat eine populäre geometrische Methode zur Volutenkonstruktion beschrieben.

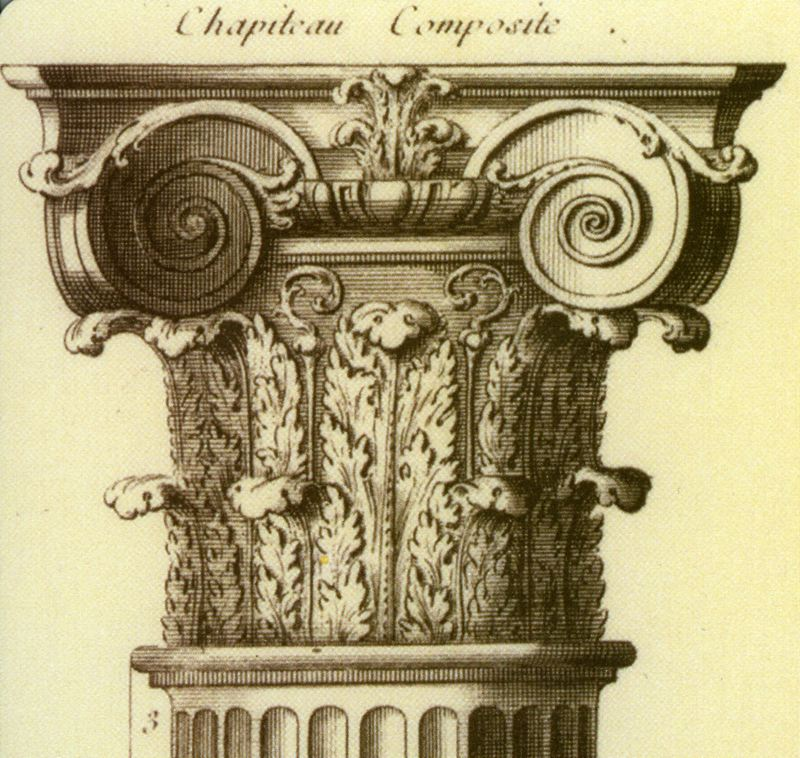
Kompositkapitell (Claude Perrault, 1683)
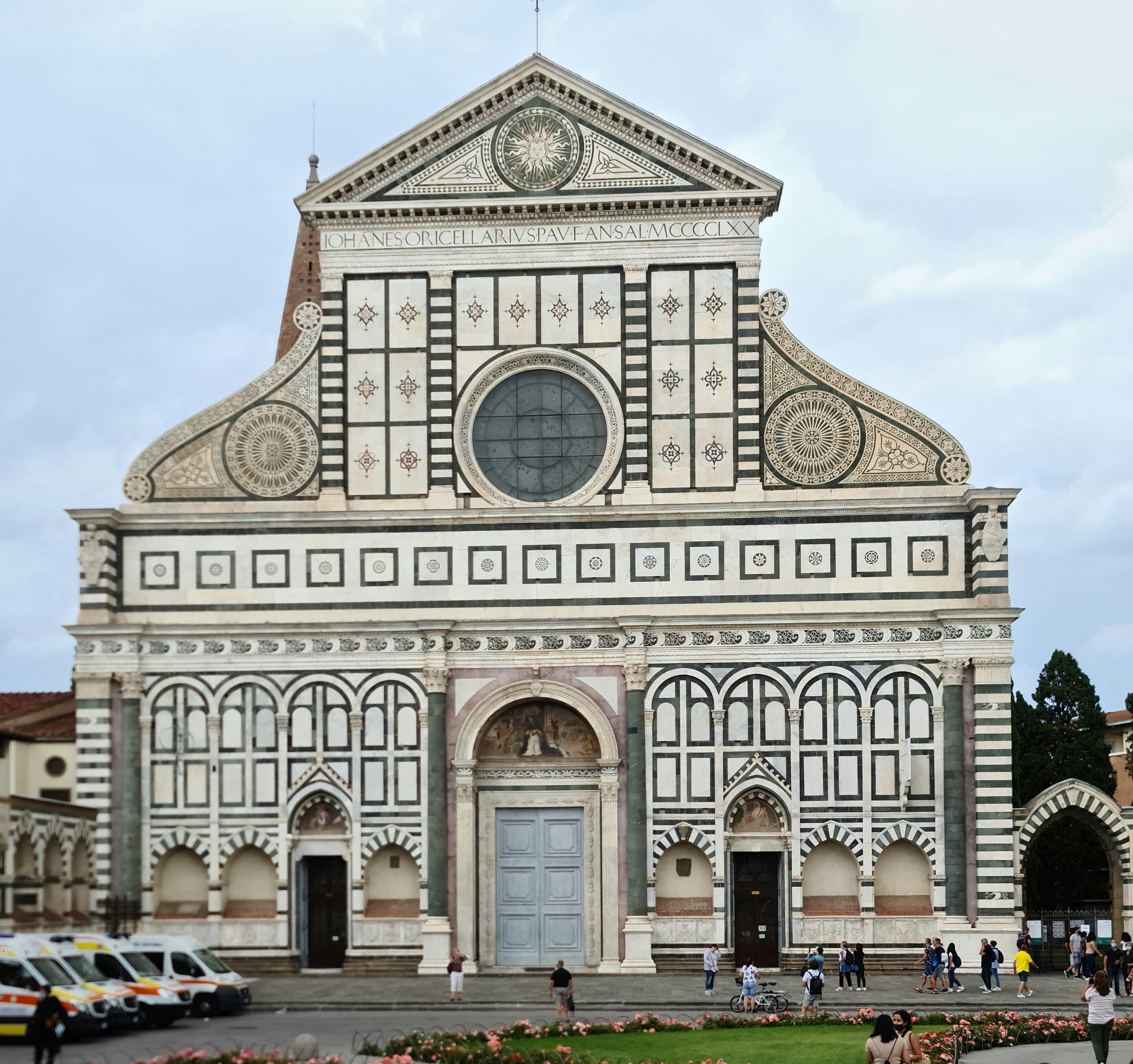
Santa Maria Novella Florenz (Fassade 1470 fertiggestellt)
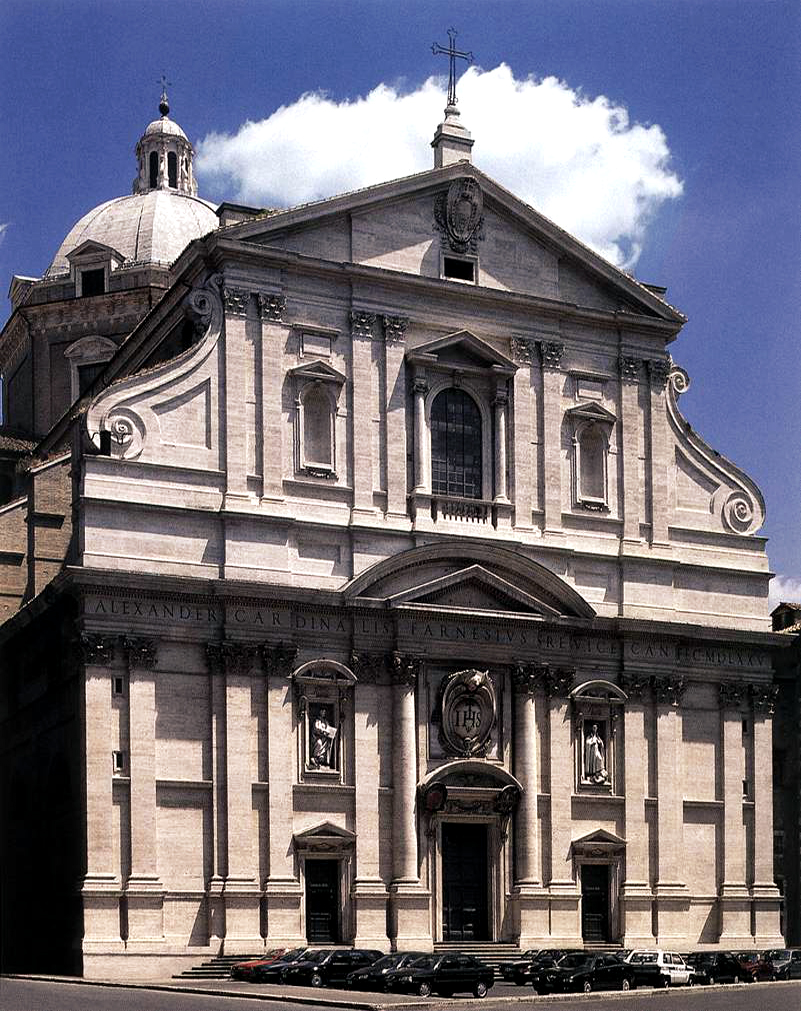
Il Gesù, Rom (1584 geweiht)
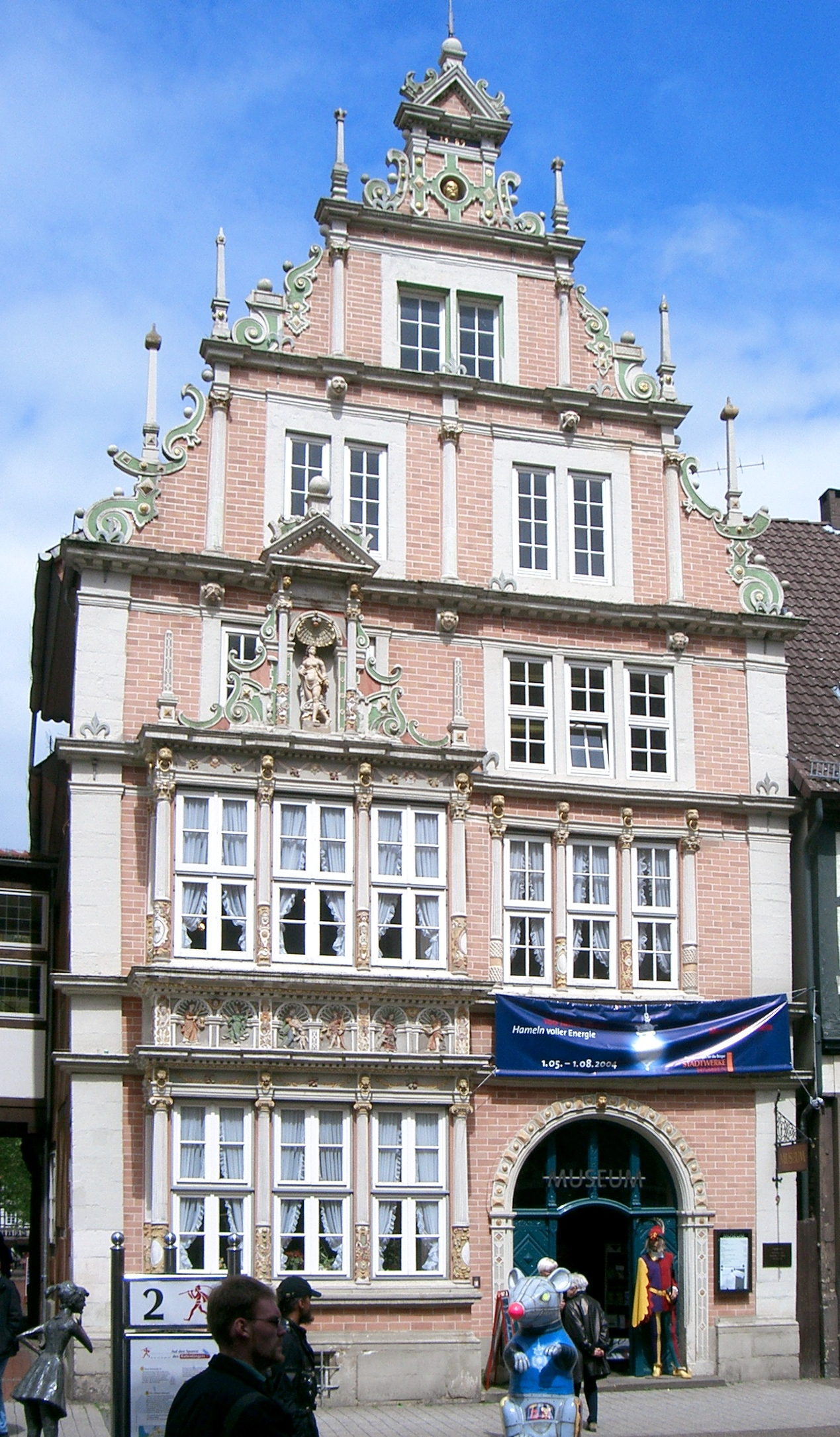
Leisthaus in Hameln im Stil der Weserrenaissance mit Volutengiebel (Ende 16. Jh.)
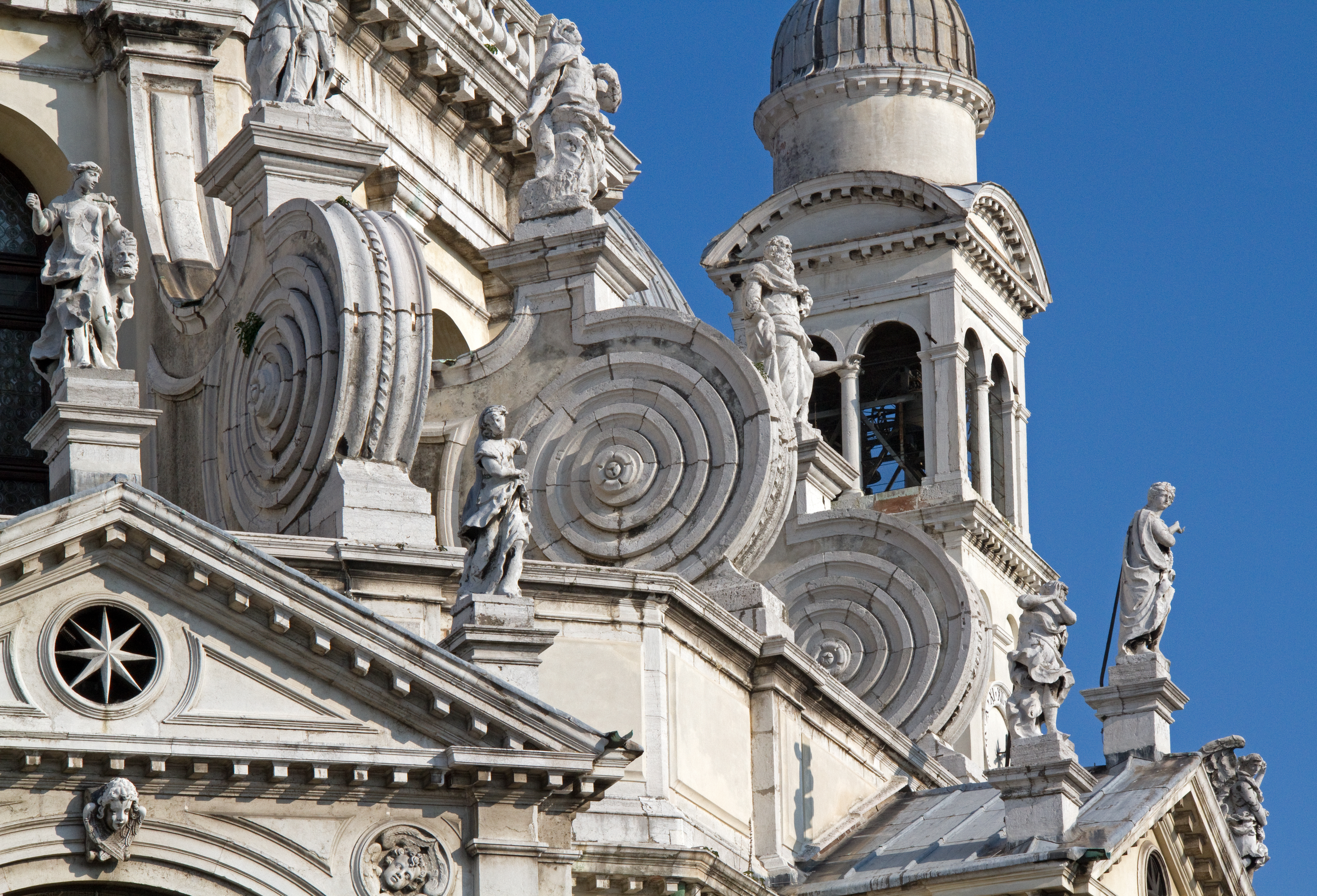
Voluten am Kuppelfuß von Santa Maria della Salute in Venedig (1687 geweiht)
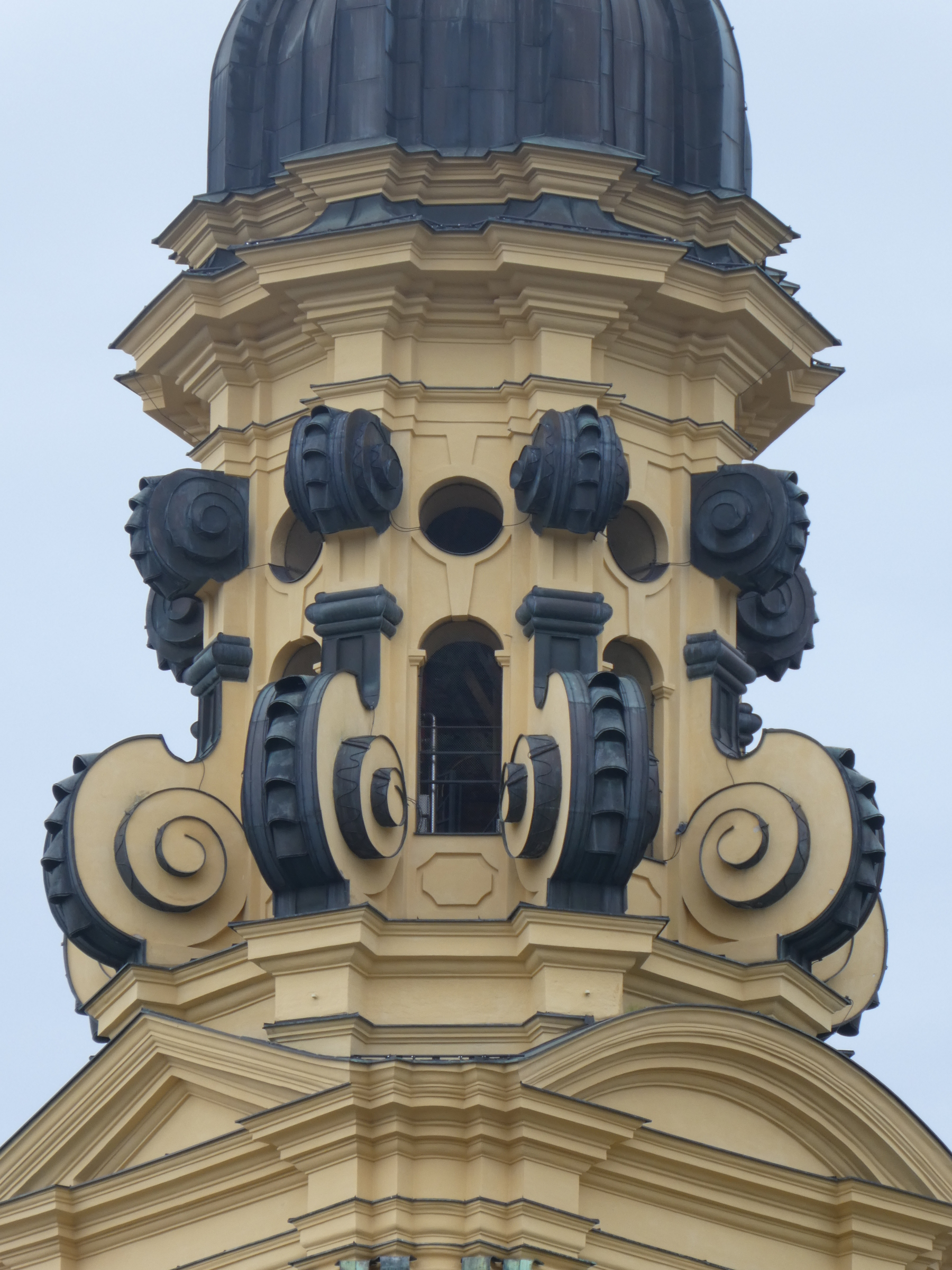
Volutenschmuck an den Türmen der Theatinerkirche München (1692)
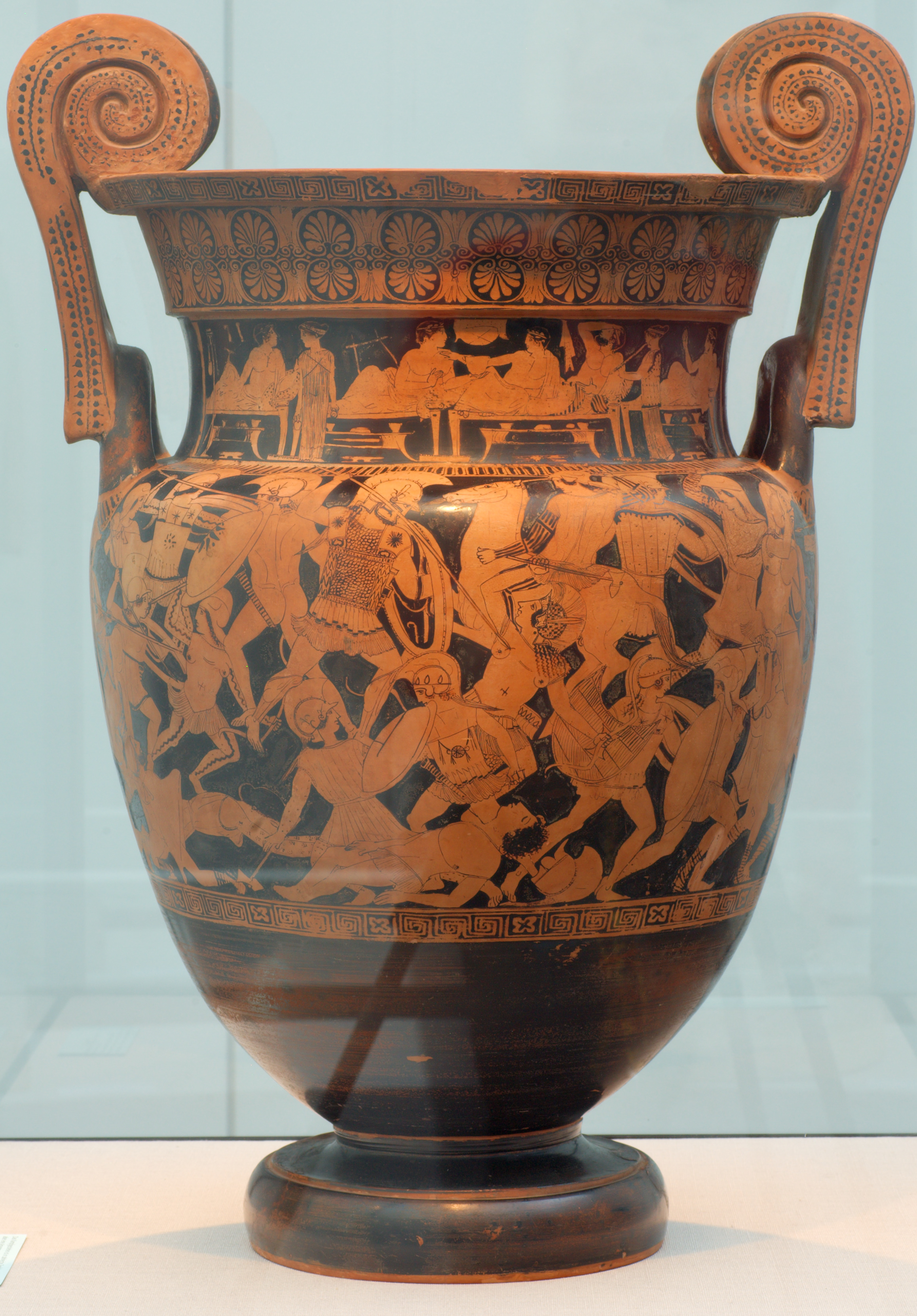
Rotfiguriger Volutenkrater